# Le Vieux Montmartre
Le Vieux Montmartre, forme abrégée pour la Société d’histoire et d’archéologie des 9e et 18e arrondissements — Le Vieux Montmartre, est une société savante fondée à Paris en 1886, reconnue d'utilité publique en 1967.
Elle a constitué au fil des années une importante collection, actuellement présentée au musée de Montmartre, qu’elle a créé en 1960. Ce fonds, riche de près de 6 000 objets et de 100 000 documents d'archive dont elle reste propriétaire, provient essentiellement de dons et de legs reçus depuis son origine, mais également d’acquisitions.
Le Vieux Montmartre est un acteur important de la vie culturelle montmartroise. Ses domaines d’actions s’étendent de la sauvegarde du patrimoine à la constitution d’une collection d’œuvres d’art en passant par la conservation d’archives, l’animation d’un centre de recherches, l’organisation d’expositions et d’événements culturels, l’édition de bulletins et de fascicules.

## Origine de la société

### Membres fondateurs

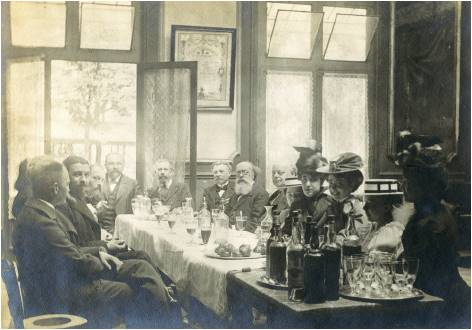
Déjeuner de la Société Le Vieux Montmartre Au Rocher Suisse, fin du XIXe siècle (coll. Le Vieux Montmartre / musée de Montmartre).

La société fut fondée le 4 juin 1886 par neuf personnes : Jean-Baptiste Émile Bin, Léon Lamquet, Mauzin, Morel, le peintre Jean Noro, le dessinateur Rab, Charles Sellier (1844-1912), figure importante du Vieux-Paris, Jacques-Charles Wiggishoff et Vautier, réunis pour l’occasion Au Rocher Suisse, un restaurant de la Butte aujourd’hui disparu. Tous Montmartrois, les membres fondateurs étaient artistes, politiciens, écrivains, historiens, architectes ou simples amoureux de Montmartre et avaient en commun un enthousiasme immodéré pour leur village, doublé d’une crainte de le voir disparaître. Le climat parisien d'alors est aux spéculations immobilières marquées entre autres par la construction de la basilique du Sacré-Cœur (1875).
La naissance officielle de la Société Le Vieux Montmartre est entérinée le 26 août 1886 par arrêté de la préfecture de police.

### Les missions de la Société

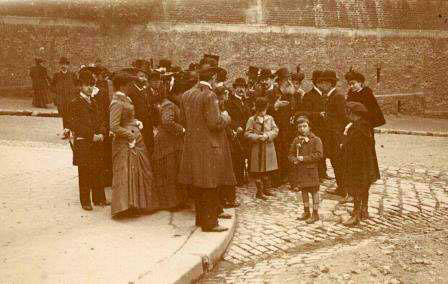
« Promenade éducative » organisée par la Société le 25 octobre 1903 (coll. Le Vieux Montmartre / musée de Montmartre).

La raison d’être fondamentale de la société était la sauvegarde d’un patrimoine local menacé de disparition par les opérations immobilières qui s’accéléraient sur la Butte depuis son annexion à Paris en 1860.
Cette mission a néanmoins, dès le départ, été étoffée des domaines d’actions suivants :
- la constitution d’une collection d’œuvres d’art et d’objets de natures diverses ayant trait à l’histoire de Montmartre au sens large (politique, religieuse, civile, artistique, festive, topographique, géologique, industrielle…) ;
- le projet de création d’un musée pour conserver et valoriser les collections ;
- l’organisation d’expositions et d’événements culturels en lien avec Montmartre, comme des « promenades commentées » sur la Butte ;
- la constitution d’un fonds d’archives et la mise en place d’un centre d’accueil pour les chercheurs extérieurs ;
- la tenue régulière de réunions, soit tous les premiers vendredis de chaque mois, dans les débuts de la société ;
- la rédaction de Bulletins et Fascicules dont la fréquence de parution a varié au fil du temps ;
- et d’une manière générale, une implication dans la vie sociale montmartroise.

## Les actions de sauvegarde du patrimoine
Au fil des différentes présidences, Le Vieux Montmartre a entrepris un nombre significatif d’actions de sauvegarde du patrimoine, des initiatives qui ont largement contribué au façonnement du visage actuel de la Butte. Les auteurs de ces combats ont fait preuve, non seulement d’une ténacité hors du commun, mais également d’une propension à l’anticipation en parfait décalage avec les préoccupations urbanistes de la première moitié du XXe siècle.
Ces actions ponctuelles, unanimement appréciées, aboutirent à l’élaboration, par l'urbaniste Claude Charpentier (1909-1995), d’un plan de sauvegarde et de protection générale du site de Montmartre, qui fut accepté et financé en grande partie par la Ville de Paris en 1956. Ce plan, rigoureusement appliqué pendant près de trois décennies, permit la restauration de très nombreuses maisons et devantures anciennes dans l’esprit du village.
Sa réussite permit à Claude Charpentier de s’en servir de modèle pour sauver le quartier du Marais et travailler sur de nombreuses villes en province, contribuant à renforcer la protection du patrimoine sur le territoire national, concrétisée par la loi du 4 août 1962 portant sur la préservation des villes historiques, dite « loi Malraux ».

### Le Clos-Montmartre

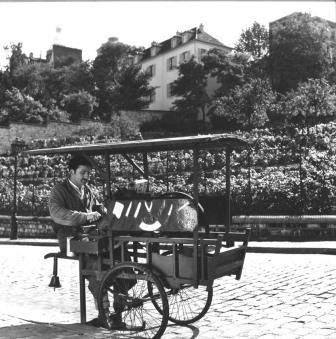
Rémouleur rue Saint-Vincent par Frères Séeberger, 1960 (coll. Le Vieux Montmartre / musée de Montmartre).

L’une des actions les plus importantes du Vieux Montmartre fut le sauvetage du site baptisé aujourd’hui le Clos-Montmartre, autrement dit, la vigne de Montmartre.
Ancienne parcelle du jardin des Abbesses, ce terrain situé à l'angle de la rue des Saules et de la rue Saint-Vincent porta longtemps le nom de « parc de la Belle Gabrielle », avant de redevenir simple friche, servant d'aire de jeux aux enfants du quartier et de dortoir aux sans-abris. Acquise par la Ville de Paris, cette parcelle était, dans les années 1920, destinée à la construction de type habitation à bon marché. Victor Perrot, président du Vieux Montmartre, orchestra la sauvegarde de ce terrain et sa conversion en vigne. L’opération fut de longue haleine, elle rallia nombre de montmartrois, associations comprises. La lutte menée alors témoignait du fort esprit de solidarité et du sens de l’humour qui régnait sur la Butte. Ainsi, cet événement organisé en 1929 par Francisque Poulbot et ses amis de la République de Montmartre, le cocasse épisode du « square de la Liberté », un vrai « faux square », inauguré en grande pompe et en présence des médias, sur le futur emplacement de la vigne. Celle-ci fut plantée en 1933 à l’initiative conjointe du Vieux Montmartre, de la Commune libre de Montmartre et de la République de Montmartre. Aujourd’hui encore, la vendange manuelle des raisins respecte un rituel festif, les célèbres « Vendanges de Montmartre » restant une grande fête qui rassemble tous les ans, Montmartrois du cru et visiteurs du monde entier.
Le Clos-Montmartre est aujourd’hui l’un des sites incontournables de la Butte.

### Le square Suzanne-Buisson

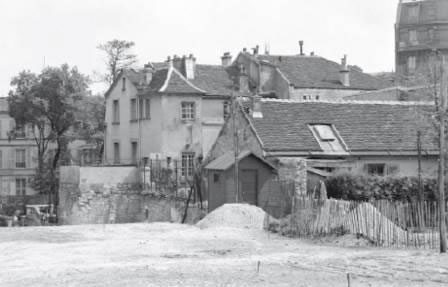
Le square Suzanne-Buisson avant son aménagement (coll. Le Vieux Montmartre / musée de Montmartre).

Autre poumon vert de la Butte, la parcelle aujourd’hui occupée par le square Suzanne-Buisson fut sauvée en 1930, soit quelques mois à peine après la mobilisation générale pour la création du « square de la Liberté ». Cette importante portion de terrain, alors à l’abandon, faillit disparaître au profit d’un projet d’installation d’un établissement industriel de décapage de métaux ainsi que d’immeubles de rapport. La mobilisation des Montmartrois, du Vieux Montmartre, ainsi que de la presse parisienne, fut alors intense et décisive.

### Le Château des Brouillards

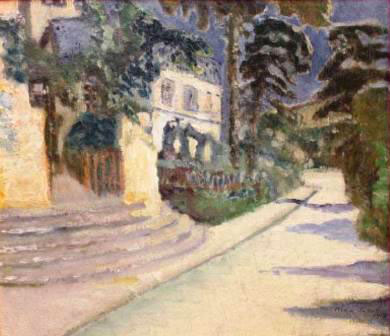
Max Jacob, Château des Brouillards, 1918, huile sur bois (coll. Le Vieux Montmartre / musée de Montmartre).

Le Château des Brouillards constitue, au même titre que le cabaret du Lapin Agile, le Bateau-Lavoir et le Moulin de la Galette, l’un des hauts lieux mythiques de la vie montmartroise. Refuge, atelier et source d’inspiration pour beaucoup d’artistes, il figure dans nombre d’ouvrages sur Montmartre et sa bohème, dont Le Château des Brouillards (1932) de Roland Dorgelès, l'album de Jean Renoir (1962), ou les écrits de Gérard de Nerval qui aimait à se promener dans ces parages, alors qu’il séjournait en 1841, à proximité, dans la clinique du docteur Blanche. Dans les années 1920, la destruction de la propriété fut envisagée en vue de prolonger la rue Simon-Dereure. L’implication personnelle de fidèles sociétaires du Vieux Montmartre regroupés autour de Victor Perrot, permit d’assurer la sauvegarde du lieu. Aujourd’hui, l’édifice est bordé d’une petite allée, l’allée des Brouillards, qui assure une jonction piétonne entre la rue Simon-Dereure et la rue de l’Abreuvoir.

### La maison du Bel Air et le «jardin du Manoir»

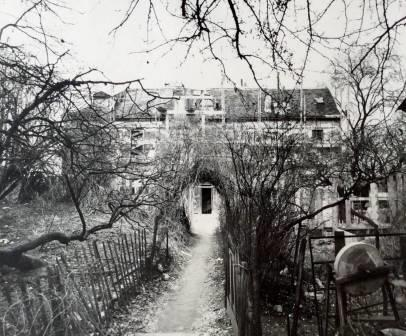
Réhabilitation de la maison du Bel Air par Claude Charpentier (coll. Le Vieux Montmartre / musée de Montmartre).

Cette demeure remonterait au XVIIe siècle et serait la plus ancienne de la Butte. Située au 12-14, rue Cortot, elle abrite le musée de Montmartre.
Au XIXe siècle, cette maison et ses dépendances abritèrent des artistes comme Auguste Renoir, Émile Bernard, Othon Friesz, Raoul Dufy, Suzanne Valadon, Maurice Utrillo, André Utter, Maximilien Luce, Dimitrius Galanis ainsi que des écrivains comme Léon Bloy ou Pierre Reverdy. C’est dans le jardin du Manoir que Renoir, qui louait un atelier sur place, peignit en 1876 La Balançoire et le Bal du moulin de la Galette. En dépit de son passé, le Manoir faillit disparaître dans les années 1950 au profit de la construction d’une série d’habitations à loyer modéré. La bataille qui a été livrée pour la sauvegarde du Manoir doit une grande partie de son succès à la création en 1954 du Comité de sauvegarde du site de Montmartre, dont le domaine d’action s’étendait à tout un secteur de la Butte. Ce comité permit la conservation de monuments emblématiques de Montmartre, tels que la Ferme et le bal du Moulin de la Galette comprenant les deux moulins : le « Radet », aujourd’hui propriété du Vieux Montmartre, et le « Blute-fin ». Le comité était placé sous l’égide du Vieux Montmartre, alors présidé par Paul Yaki. Après une intensive campagne de réhabilitation des lieux menée par Claude Charpentier, les efforts combinés du comité et de la société se concrétisèrent par l’inauguration du musée de Montmartre le 21 juin 1960, en présence d’Émile Pelletier, ancien préfet de la Seine et ministre d’État de la Principauté de Monaco. Claude Charpentier en fut le premier conservateur et Yaki le premier président.

### Le Bateau-Lavoir

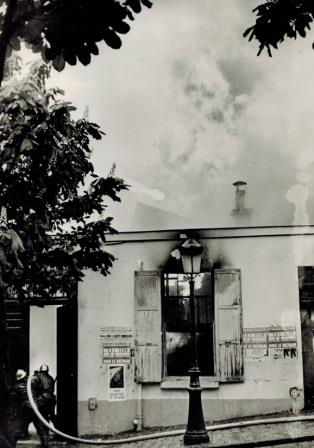
Incendie du Bateau-Lavoir en 1970 (coll. Le Vieux Montmartre / musée de Montmartre).

Lieu mythique de l’avant-garde artistique montmartroise dont le plus illustre occupant fut Pablo Picasso, le Bateau-Lavoir fit également l’objet d’une tentative de sauvetage par le Vieux Montmartre, opération qui aboutit au classement de la structure. En 1970, alors qu’un projet de musée voyait le jour, l’édifice partit en fumée sans qu’il fût possible de le sauver. Claude Charpentier fut chargé de la reconstruction du Bateau-Lavoir afin qu’il retrouve, dès 1978, sa vocation d’ateliers d’artistes.

## Collections du Vieux Montmartre présentées au musée de Montmartre

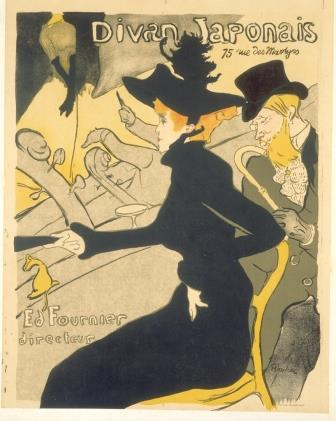
Henri de Toulouse Lautrec, Le Divan Japonais, 1893, lithographie (coll. Le Vieux Montmartre / musée de Montmartre).

Les collections de la Société du Vieux Montmartre se composent de près de 6 000 objets formant un ensemble composé d'œuvres plastiques et de documents archives. Labellisées « musée de France » en 2003, le musée de Montmartre - Jardins Renoir les conserve et les expose, à l'origine dans la maison du Bel Air, depuis 1960. Les tableaux, affiches, sculptures, mobilier ou objets divers comme, les porcelaines de Clignancourt et les zincs du Théâtre d’ombres du Chat Noir, proviennent de dons, de legs, d’achats ou encore de sauvetages ; c'est le cas par exemple de la croix en pierre du cimetière Marcadet. D’autres pièces, curieuses, émouvantes, sont restées anonymes. Entre les deux, c’est une part de la fameuse bohème montmartroise qui revit.

### Autour du Chat Noir
Parmi les pièces remarquables des collections, certaines concernent le cabaret du Chat Noir. Fondé en 1881 par Rodolphe Salis, ce cabaret fut un véritable laboratoire dans lequel s’exerçaient les talents de la bohème montmartroise.

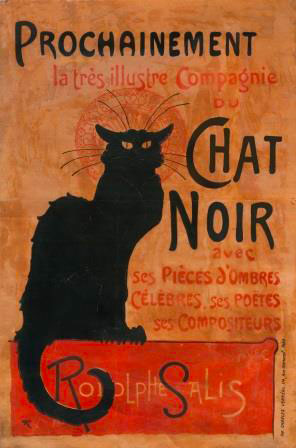
Alexandre Steinlen, Tournée du Chat Noir, 1896, lithographie (coll. Le Vieux Montmartre / musée de Montmartre).
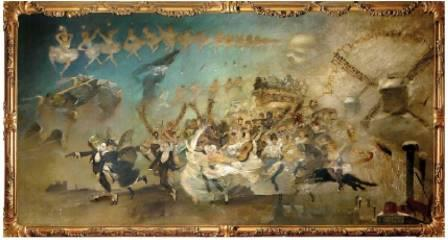
Adolphe Willette, Le Parce Domine, 1884, huile sur toile, (musée de Montmartre / dépôt du Petit Palais - musée Carnavalet).

### La cloche de la chapelle des Martyrs: un souvenir du passé religieux

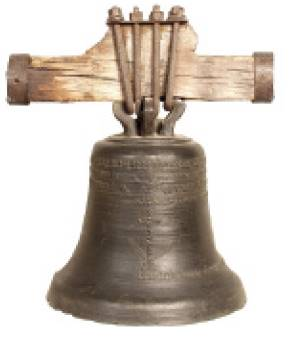
Cloche de l’abbaye royale des Dames de Montmartre (1623), bronze, 63 cm, Paris, église Saint-Pierre de Montmartre.

L’histoire ancienne de Montmartre remonte aux origines de Paris. Certaines œuvres appartenant à la Société du Vieux Montmartre viennent témoigner de ce passé. En 2007, cette société fait l’acquisition de la cloche qui surmontait la chapelle de l’abbaye d’en bas, soit le Sanctum Martyrium. La cloche, qui date de 1623, fut commandée par l’abbesse Marie de Beauvilliers pour la chapelle des Martyrs (aujourd'hui disparue). Elle ponctuait les événements importants de la vie de Montmartre. Déposée, la cloche est aujourd’hui devenue un témoin muet du passé religieux quotidien de la Butte. Dans le cadre d’un partenariat avec la paroisse Saint-Pierre, la cloche a été déposée dans le chœur de l’église Saint-Pierre de Montmartre.

### Les collections hors-les-murs
Grâce aux dons et à de nouvelles acquisitions, les collections du Vieux Montmartre continuent de s’étoffer. Du fait de leur richesse et de leur variété (histoire artistique, religieuse, politique, festive et folklorique de Montmartre) elles font régulièrement l’objet de demandes de prêts.
Les œuvres ont ainsi voyagé ces dernières années dans de nombreuses institutions françaises, qu’il s’agisse de grands musées parisiens ou régionaux. Elles sont aussi sollicitées pour de grandes expositions internationales : en Belgique, aux Pays-Bas, en Grèce, en Allemagne, en Espagne, en Suisse, au Japon et aux États-Unis.

## Le Vieux Montmartre aujourd'hui
Soucieux de perpétuer au mieux les missions qui lui incombent et de continuer à s’inscrire comme acteur important du paysage culturel actuel, Le Vieux Montmartre a instauré, en 2011, un partenariat avec un opérateur culturel privé, la Société Kléber-Rossillon, permet au Vieux Montmartre de poursuivre sa mission culturelle et patrimoniale et de rester propriétaire de ses collections, tout en étant déchargé de la gestion du musée dont la responsabilité incombe désormais à la Société Kléber-Rossillon.

### Centre de documentation et archives
La vocation du Centre de documentation est de rendre accessible à la consultation le fonds d’archives que possède la Société. Ce fonds, très varié, est estimé à environ 100 000 documents ayant trait à tous les aspects de la vie montmartroise depuis ses origines. Photos et cartes postales anciennes, lettres manuscrites, documents personnels et correspondances, menus illustrés, revues anciennes, journaux satiriques, coupures de presse, illustrations et partitions originales… attirent des chercheurs du monde entier venus préparer expositions, films ou écrits divers, comme des romans, des livres historiques, des mémoires ou des articles…
Certaines de ces pièces d’archives font parfois l’objet d’expositions comme celle de La Guerre des Crayons (2004).
La bibliothèque conserve de près de 4 000 ouvrages dédiés à Montmartre, consultables sur rendez-vous.

### LeBulletin du Vieux Montmartre
Le Bulletin du Vieux Montmartre paraît depuis 1886. Il est à la fois témoin de la vie interne de la société ainsi qu’une ouverture vers l’extérieur. Les articles qu’il contient constituent, encore à ce jour, une véritable source d’informations pour qui s’intéresse à Montmartre. C’est pourquoi, près de 500 numéros existants ont été numérisés et mis en ligne sur le site Gallica de la Bibliothèque nationale de France pour une consultation libre et gratuite. Ils restent également accessibles au siège de l’association.

Quelques-unes du Bulletin du Vieux Montmartre
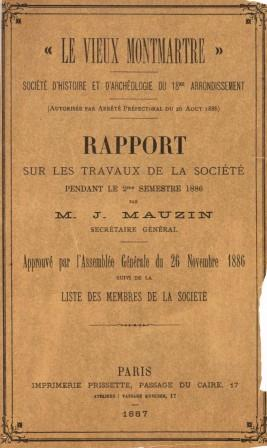
Couverture du Bulletin de 1887.
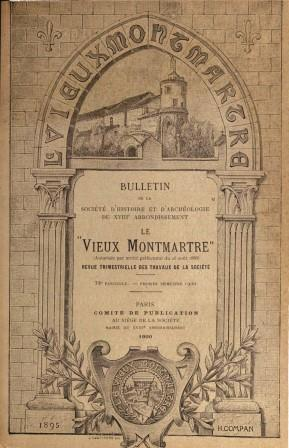
Couverture du Bulletin de 1895.
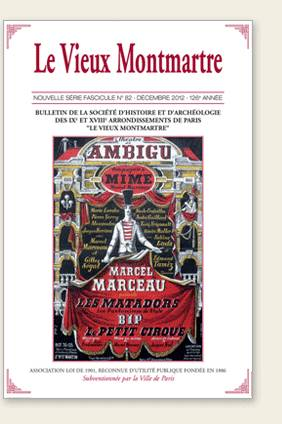
Couverture du Bulletin de 2012.
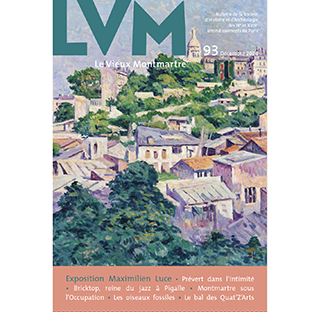
Couverture Bulletin de 2025.

### Le Centre culturel

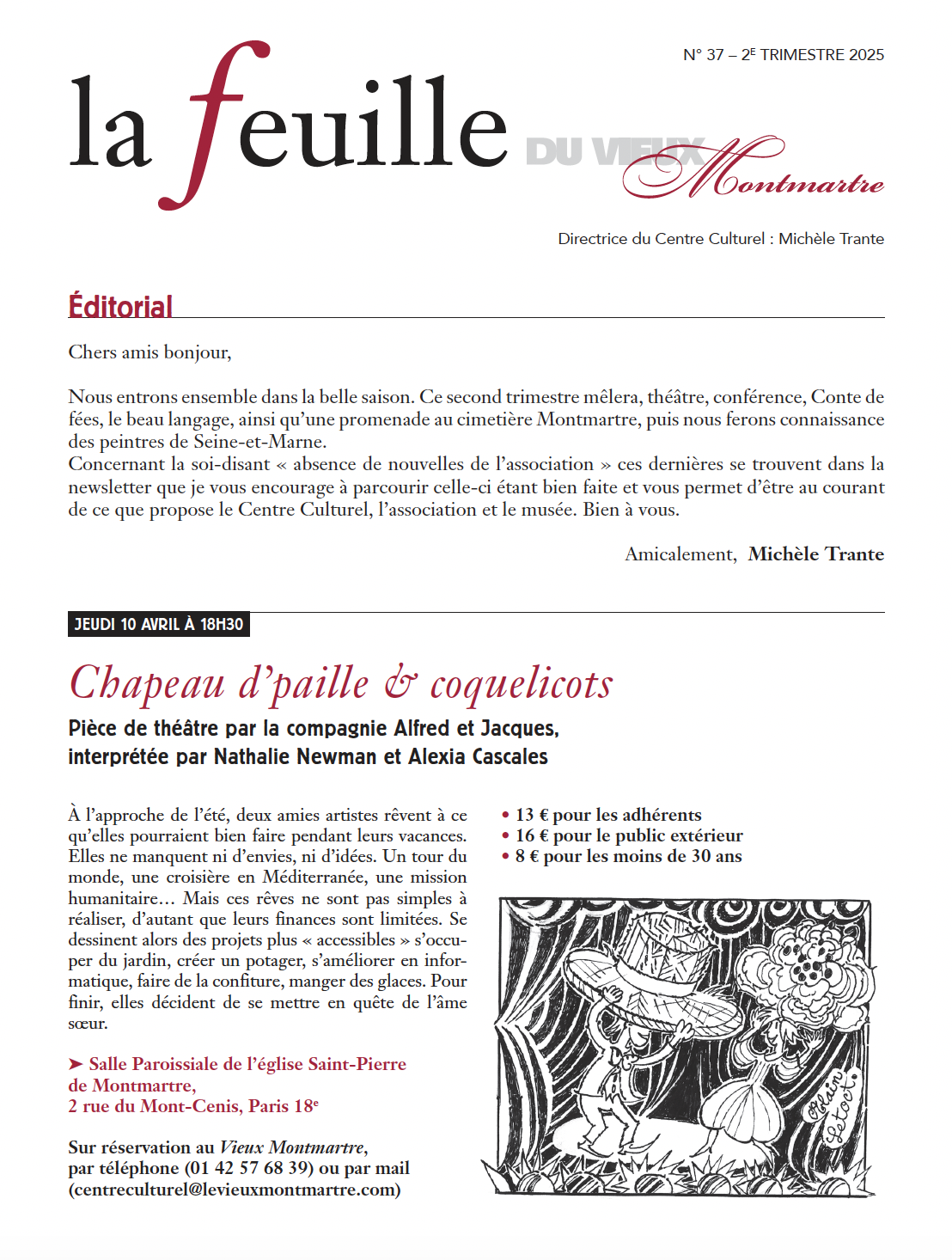
La Feuille, n°37, 2e trimestre 2025, journal d’information du Centre culturel du Vieux Montmartre.

Dès sa création, Le Vieux Montmartre a organisé des événements visant à faire mieux connaître la richesse de la culture montmartroise, une tradition qui se perpétue aujourd’hui.
Le Centre culturel propose ainsi, aux sociétaires, un ensemble de manifestations qui sont également l’occasion de s’ouvrir à un public extérieur. Les propositions s’efforcent d’être les plus diverses possibles, visites de lieux emblématiques de Montmartre et de Paris, lectures, concerts, conférences, etc.

### La Cité des artistes de la rue Norvins

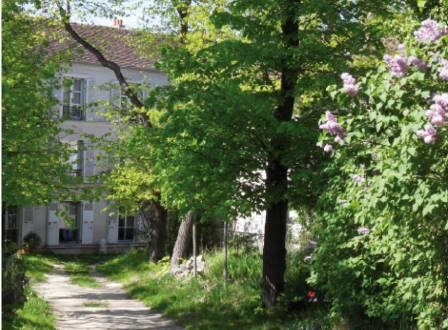
La Cité des artistes, Paris, rue Norvins.

Le Vieux Montmartre, présidé par Jean-Manuel Gabert, est à l’origine du projet de restauration, reboisement et aménagement du site de la Cité des artistes du 24, rue Norvins, co-administrée par la Cité internationale des arts depuis 1965. Niché au milieu d’un important espace vert, ce site correspondait à une ancienne ferme, sauvée par Le Vieux Montmartre. Ce lieu accueille des artistes résidents venus du monde entier et comprend 40 ateliers. Il doit s’ouvrir aux visiteurs après l’aménagement de salles d’expositions et de rencontres culturelles dans le pavillon Radet. La mairie de Paris a validé le projet en juillet 2016 et les travaux ont commencé en 2017.

### Les 130 ans de la société
Se faire mieux connaître, tel est l’objectif que s’est donné Le Vieux Montmartre pour son 130e anniversaire. Outre les nombreuses actions de communication entreprises à cette occasion, on peut citer quelques événements marquants :
- une exposition Montmartre Notre histoire, (mairie du 18e arrondissement, de juillet à septembre 2016) qui s’est attachée à présenter les domaines d’actions développés par la société au fil du temps, tout en soulignant son implication dans l’histoire du sauvetage de la Butte[note 12] ;
- la parution du no 1 du Journal Affiche, dont les illustrations mettent en avant la richesse des archives du Vieux Montmartre[note 13] ;
- un bulletin spécial édité à l’occasion des 130 ans. Nourri par les abondantes archives récolées par la société, ce travail de recherche retrace la vie de la société de 1886 à ce jour. Sont particulièrement mis en relief, les grandes actions de sauvegarde du patrimoine entreprises par l’association ainsi que ses acteurs les plus marquants[12].

## Les présidents
- 1886-1888 : Charles Sellier
- 1888-1895 : Félix Jahyer
- 1895-1908 : Jacques-Charles Wiggishoff
- 1908-1914 : C. Cortaillod
- 1914-1934 : Victor Perrot
- 1934-1935 : Robert Mathieu
- 1935-1964 : Paul Yaki
- 1964-1976 : Gaston Leclere
- 1976-1977 : Paul Amiot
- 1977-1982 : Romain Delahalle
- 1982-1990 : Claude Charpentier
- 1990-1992 : Edmond Bonnefoy
- 1992-1993 : Jean-Claude Gouvernon
- 1993-1998 : Jean-Marc Tarrit
- 1998-1999 : Henri Morvan
- 1999-2004 : Jean-Marc Tarrit
- 2004-2009 : Danièle Rousseau-Aicardi
- 2009-2010 : Julien Spiess
- 2010-2014 : Daniel Rolland
- Depuis 2014 : Jean-Manuel Gabert